# Campeonato Sudamericano de Fútbol Sub-20 de 2005
El XXII Campeonato Sudamericano Sub-20, se realizó en Colombia entre el 13 de enero y el 6 de febrero de 2005. Este torneo entregó cuatro cupos a la Copa Mundial de Fútbol Sub-20 de 2005, que se realizó en los Países Bajos.
La Selección Colombiana, Sub-20 se adjudicó la 22a. edición del Campeonato Sudamericano Sub-20 "Juventud de América" al derrotar a Venezuela por 2 a 0 en la jornada final del certamen. Los goles de la victoria fueron obra de Cristian Marrugo y Hugo Rodallega.
El conjunto cafetero, dirigido por Eduardo Lara, alcanzó su segunda estrella en el historial del certamen, esta vez en forma invicta. La conquista anterior data de 1987, cuando también el Sub-20 se celebró en Colombia, y en las mismas ciudades que en 2005: Armenia, Manizales y Pereira. Además aseguró, junto con Brasil, Argentina —equipo que al igual que Colombia finalizó el torneo sin derrotas—, y Chile, la clasificación al mundial de la categoría.
El premio al juego limpio fue ganado por la selección de Argentina.

## Participantes
Participaron en el torneo los equipos representativos de las 10 asociaciones nacionales afiliadas a la Confederación Sudamericana de Fútbol:
| Equipos participantes | Equipos participantes | Equipos participantes | Equipos participantes | Equipos participantes |
| --------------------- | --------------------- | --------------------- | --------------------- | --------------------- |
| Argentina             | Bolivia               | Brasil                | Chile                 | Colombia              |
| Ecuador               | Paraguay              | Perú                  | Uruguay               | Venezuela             |

## Sedes
| Ciudad    | Estadio                         | Capacidad |
| --------- | ------------------------------- | --------- |
| Armenia   | Estadio Centenario              | 29.000    |
| Manizales | Estadio Palogrande              | 36.553    |
| Pereira   | Estadio Hernán Ramírez Villegas | 30.313    |

## Primera fase
Los 10 equipos participantes en la primera fase se dividieron en 2 grupos de 5 equipos cada uno. Luego de una liguilla simple (a una sola rueda de partidos), pasaron a segunda ronda los equipos que ocuparon las posiciones primera, segunda y tercera de cada grupo.
En caso de empate en puntos en cualquiera de las posiciones, la clasificación se determinó siguiendo en orden los siguientes criterios:
- Diferencia de goles.
- Cantidad de goles marcados.
- El resultado del partido jugado entre los empatados.
- Por sorteo.

### Grupo A
| Equipo    | Pts | PJ | PG | PE | PP | GF | GC | DIF |
| --------- | --- | -- | -- | -- | -- | -- | -- | --- |
| Argentina | 10  | 4  | 3  | 1  | 0  | 14 | 1  | 13  |
| Colombia  | 10  | 4  | 3  | 1  | 0  | 9  | 1  | 8   |
| Venezuela | 4   | 4  | 1  | 1  | 2  | 6  | 8  | -2  |
| Bolivia   | 2   | 4  | 0  | 2  | 2  | 4  | 13 | -9  |
| Perú      | 1   | 4  | 0  | 1  | 3  | 1  | 11 | -10 |

| 13 de enero de 2005, 17:50 | Argentina                                        | 3:0 (1:0) | Venezuela | Estadio Centenario, Armenia      |                                  |
|                            | González 32' (a.g.) · Messi 71' · Barrientos 82' | Reporte   |           | Árbitro(s): Héber Lopes (Brasil) | Árbitro(s): Héber Lopes (Brasil) |

| 13 de enero de 2005, 20:30 | Colombia                            | 5:0 (1:0) | Bolivia | Estadio Centenario, Armenia    |                                |
|                            | Toja 8' · Rodallega 74' 83' 86' 88' | Reporte   |         | Árbitro(s): Pablo Pozo (Chile) | Árbitro(s): Pablo Pozo (Chile) |

| 15 de enero de 2005, 17:50 | Argentina                                   | 4:0 (1:0) | Bolivia | Estadio Palogrande, Manizales          |                                        |
|                            | Barrientos 3' · Messi 50' 59' · Boselli 80' | Reporte   |         | Árbitro(s): Mauricio Reinoso (Ecuador) | Árbitro(s): Mauricio Reinoso (Ecuador) |

| 15 de enero de 2005, 20:00 | Colombia      | 1:0 (1:0) | Perú | Estadio Palogrande, Manizales         |                                       |
|                            | Rodallega 38' | Reporte   |      | Árbitro(s): Ricardo Grance (Paraguay) | Árbitro(s): Ricardo Grance (Paraguay) |

| 17 de enero de 2005, 18:00 | Bolivia                    | 2:5 (2:1) | Venezuela                       | Estadio Palogrande, Manizales         |                                       |
|                            | Fierro 30' · Sossa 45' 69' | Reporte   | Joaco 42' · Montoya 42' 72' 83' | Árbitro(s): Ricardo Grance (Paraguay) | Árbitro(s): Ricardo Grance (Paraguay) |

| 17 de enero de 2005, 20:10 | Argentina                                                           | 6:0 (5:0) | Perú | Estadio Palogrande, Manizales        |                                      |
|                            | Torres 5' 13' · Barrientos 31' · Abraham 34' · Messi 42' · Sosa 79' | Reporte   |      | Árbitro(s): Martín Vázquez (Uruguay) | Árbitro(s): Martín Vázquez (Uruguay) |

| 19 de enero de 2005, 17:50 | Perú               | 1:1 (1:1) | Bolivia     | Estadio Hernán Ramírez Villegas, Pereira |                                  |
|                            | Gonzales-Vigil 12' | Reporte   | Saucedo 27' | Árbitro(s): Héber Lopes (Brasil)         | Árbitro(s): Héber Lopes (Brasil) |

| 19 de enero de 2005, 20:00 | Colombia                         | 2:0 (0:0) | Venezuela | Estadio Hernán Ramírez Villegas, Pereira |                                      |
|                            | Marrugo 23' · Rodalleja 58' (TL) | Reporte   |           | Árbitro(s): Martín Vázquez (Uruguay)     | Árbitro(s): Martín Vázquez (Uruguay) |

| 21 de enero de 2005, 18:20 | Perú | 0:5 (0:1) | Venezuela                       | Estadio Palogrande, Manizales          |                                        |
|                            |      | Reporte   | Montoya 7' 82' 89' · Taster 74' | Árbitro(s): Mauricio Reinoso (Ecuador) | Árbitro(s): Mauricio Reinoso (Ecuador) |

| 21 de enero de 2005, 20:30 | Argentina   | 1:1 (0:1) | Colombia   | Estadio Palogrande, Manizales  |                                |
|                            | Peirone 52' | Reporte   | Falcao 28' | Árbitro(s): Pablo Pozo (Chile) | Árbitro(s): Pablo Pozo (Chile) |

### Grupo B
| Equipo   | Pts | PJ | PG | PE | PP | GF | GC | DIF |
| -------- | --- | -- | -- | -- | -- | -- | -- | --- |
| Brasil   | 8   | 4  | 2  | 2  | 0  | 10 | 3  | 7   |
| Chile    | 7   | 4  | 2  | 1  | 1  | 10 | 7  | 3   |
| Uruguay  | 6   | 4  | 1  | 3  | 0  | 6  | 0  | 6   |
| Paraguay | 5   | 4  | 1  | 2  | 1  | 7  | 6  | 1   |
| Ecuador  | 0   | 4  | 0  | 0  | 4  | 3  | 20 | -17 |

| 14 de enero de 2005, 17:20 | Uruguay | 0:0     | Paraguay | Estadio Hernán Ramírez Villegas, Pereira |                                          |
|                            |         | Reporte |          | Árbitro(s): Gabriel Brazenas (Argentina) | Árbitro(s): Gabriel Brazenas (Argentina) |

| 14 de enero de 2005, 19:30 | Brasil                                                          | 5:0 (3:0) | Ecuador | Estadio Hernán Ramírez Villegas, Pereira |                                 |
|                            | Evandro Goebel 2' 6' · Filipe Luís 29' · Thiago Quirino 46' 56' | Reporte   |         | Árbitro(s): Manuel Garay (Perú)          | Árbitro(s): Manuel Garay (Perú) |

| 16 de enero de 2005, 17:30 | Brasil             | 1:1 (0:0) | Paraguay   | Estadio Hernán Ramírez Villegas, Pereira |                                     |
|                            | Diego Barcelos 57' | Reporte   | Bogado 63' | Árbitro(s): Carlos López (Colombia)      | Árbitro(s): Carlos López (Colombia) |

| 16 de enero de 2005, 19:40 | Uruguay | 0:0     | Chile | Estadio Hernán Ramírez Villegas, Pereira |                                     |
|                            |         | Reporte |       | Árbitro(s): Juan Paniagua (Bolivia)      | Árbitro(s): Juan Paniagua (Bolivia) |

| 18 de enero de 2005, 18:00 | Chile                                         | 3:2 (1:1) | Paraguay               | Estadio Centenario, Armenia     |                                 |
|                            | M. Fernández 38' · Fuenzalida 53' · Lorca 70' | Reporte   | Acuña 15' · Bogado 59' | Árbitro(s): Manuel Garay (Perú) | Árbitro(s): Manuel Garay (Perú) |

| 18 de enero de 2005, 20:10 | Uruguay                                                             | 6:0 (3:0) | Ecuador | Estadio Centenario, Armenia           |                                       |
|                            | Albín 2' 6' · C. Rodríguez 29' 57' · Peinado 71' · J. Rodríguez 84' | Reporte   |         | Árbitro(s): Gustavo Brand (Venezuela) | Árbitro(s): Gustavo Brand (Venezuela) |

| 20 de enero de 2005, 17:20 | Paraguay                                                   | 4:2 (2:2) | Ecuador                  | Estadio Centenario, Armenia         |                                     |
|                            | Bogado 25' · Achilier 38' (a.g.) · Segovia 51' · Acuña 57' | Reporte   | Valencia 2' · Arroyo 21' | Árbitro(s): Juan Paniagua (Bolivia) | Árbitro(s): Juan Paniagua (Bolivia) |

| 20 de enero de 2005, 19:30 | Brasil                                                      | 4:2 (1:1) | Chile                        | Estadio Centenario, Armenia           |                                       |
|                            | Rafael Sóbis 15' 78' · Filipe Luís 46' · Thiago Quirino 66' | Reporte   | Montesinos 11' · Canales 47' | Árbitro(s): Gustavo Brand (Venezuela) | Árbitro(s): Gustavo Brand (Venezuela) |

| 22 de enero de 2005, 17:50 | Chile                                                   | 5:1 (2:0) | Ecuador      | Estadio Hernán Ramírez Villegas, Pereira |                                     |
|                            | Canales 30' 51' 71' · M. Fernández 37' · P. Morales 75' | Reporte   | Valencia 80' | Árbitro(s): Carlos López (Colombia)      | Árbitro(s): Carlos López (Colombia) |

| 22 de enero de 2009, 20:00 | Uruguay | 0:0     | Brasil | Estadio Hernán Ramírez Villegas, Pereira |                                          |
|                            |         | Reporte |        | Árbitro(s): Gabriel Brazenas (Argentina) | Árbitro(s): Gabriel Brazenas (Argentina) |

## Fase final
La ronda final se disputó con el mismo sistema de juego de todos contra todos por los seis equipos clasificados de la primera ronda, con iguales criterios de desempate.
| Equipo    | Pts | PJ | PG | PE | PP | GF | GC | DIF |
| --------- | --- | -- | -- | -- | -- | -- | -- | --- |
| Colombia  | 13  | 5  | 4  | 1  | 0  | 11 | 5  | 6   |
| Brasil    | 9   | 5  | 3  | 0  | 2  | 8  | 6  | 2   |
| Argentina | 9   | 5  | 2  | 3  | 0  | 5  | 3  | 2   |
| Chile     | 5   | 5  | 1  | 2  | 2  | 10 | 11 | -1  |
| Uruguay   | 5   | 5  | 1  | 2  | 2  | 7  | 10 | -3  |
| Venezuela | 0   | 5  | 0  | 0  | 5  | 3  | 9  | -6  |

| 25 de enero de 2005, 19:00 | Venezuela | 1:0 (0:0) | Argentina | Estadio Centenario, Armenia         |                                     |
|                            | GTH 90+2' | [http://old.conmebol.com/conmeboltest/competiciones_evento_reporte.jsp?evento=1052&ano=2005&dv=B&flt=1&id=21&slangab=S (enlace roto disponible en Internet Archive; véase el historial, la primera versión y la última). Reporte] |           | Árbitro(s): Carlos López (Colombia) | Árbitro(s): Carlos López (Colombia) |

| 25 de enero de 2005, 19:30 | Uruguay                                | 2:4 (2:2) | Brasil                                      | Estadio Hernán Ramírez Villegas, Pereira |                                |
|                            | C. Rodríguez 39' (pen.) · Ezquerra 45' | [http://old.conmebol.com/conmeboltest/competiciones_evento_reporte.jsp?evento=1052&ano=2005&dv=B&flt=1&id=23&slangab=S (enlace roto disponible en Internet Archive; véase el historial, la primera versión y la última). Reporte] | Fernandinho 25' (pen.) 43' · Renato 50' 90' | Árbitro(s): Pablo Pozo (Chile)           | Árbitro(s): Pablo Pozo (Chile) |

| 25 de enero de 2005, 21:10 | Chile                                                | 3:4 (2:1) | Colombia                                          | Estadio Centenario, Armenia         |                                     |
|                            | Meneses 1' (pen.) · M. Fernández 6' · Fuenzalida 64' | [http://old.conmebol.com/conmeboltest/competiciones_evento_reporte.jsp?evento=1052&ano=2005&dv=B&flt=1&id=22&slangab=S (enlace roto disponible en Internet Archive; véase el historial, la primera versión y la última). Reporte] | Rodallega 20' (pen.) 67' · Aguilar 47' · Toja 79' | Árbitro(s): Juan Paniagua (Bolivia) | Árbitro(s): Juan Paniagua (Bolivia) |

| 27 de enero de 2005, 19:00 | Chile     | 1:1 (0:1) | Argentina   | Estadio Palogrande, Manizales         |                                       |
|                            | Lorca 72' | [http://old.conmebol.com/conmeboltest/competiciones_evento_reporte.jsp?evento=1052&ano=2005&dv=B&flt=1&id=24&slangab=S (enlace roto disponible en Internet Archive; véase el historial, la primera versión y la última). Reporte] | Lavezzi 38' | Árbitro(s): Ricardo Grance (Paraguay) | Árbitro(s): Ricardo Grance (Paraguay) |

| 27 de enero de 2005, 19:00 | Brasil          | 1:2 (0:2) | Venezuela | Estadio Hernán Ramírez Villegas, Pereira |                                          |
|                            | Gerdy 39' 45+5' | [http://old.conmebol.com/conmeboltest/competiciones_evento_reporte.jsp?evento=1052&ano=2005&dv=B&flt=1&id=26&slangab=S (enlace roto disponible en Internet Archive; véase el historial, la primera versión y la última). Reporte] |           | Árbitro(s): Gabriel Brazenas (Argentina) | Árbitro(s): Gabriel Brazenas (Argentina) |

| 27 de enero de 2005, 21:10 | Uruguay   | 1:3 (0:2) | Colombia                       | Estadio Palogrande, Manizales          |                                        |
|                            | Albín 85' | [http://old.conmebol.com/conmeboltest/competiciones_evento_reporte.jsp?evento=1052&ano=2005&dv=B&flt=1&id=25&slangab=S (enlace roto disponible en Internet Archive; véase el historial, la primera versión y la última). Reporte] | Rentería 31' 68' · Aguilar 43' | Árbitro(s): Mauricio Reinoso (Ecuador) | Árbitro(s): Mauricio Reinoso (Ecuador) |

| 29 de enero de 2005, 20:00 | Venezuela             | 2:0 (1:0) | Chile | Estadio Centenario, Armenia     |                                 |
|                            | Joaco · Gerdy 42' 67' | [http://old.conmebol.com/conmeboltest/competiciones_evento_reporte.jsp?evento=1052&ano=2005&dv=B&flt=1&id=27&slangab=S (enlace roto disponible en Internet Archive; véase el historial, la primera versión y la última). Reporte] |       | Árbitro(s): Manuel Garay (Perú) | Árbitro(s): Manuel Garay (Perú) |

| 30 de enero de 2005, 15:10 | Argentina | 0:0     | Uruguay | Estadio Hernán Ramírez Villegas, Pereira |                                  |
|                            |           | Reporte |         | Árbitro(s): Héber Lopes (Brasil)         | Árbitro(s): Héber Lopes (Brasil) |

| 30 de enero de 2005, 17:20 | Colombia      | 1:0 (0:0) | Brasil | Estadio Hernán Ramírez Villegas, Pereira |                                      |
|                            | Rodallega 47' | [http://old.conmebol.com/conmeboltest/competiciones_evento_reporte.jsp?evento=1052&ano=2005&dv=B&flt=1&id=29&slangab=S (enlace roto disponible en Internet Archive; véase el historial, la primera versión y la última). Reporte] |        | Árbitro(s): Martín Vázquez (Uruguay)     | Árbitro(s): Martín Vázquez (Uruguay) |

| 2 de febrero de 2005, 19:00 | Brasil                                         | 2:1 (0:0) | Chile     | Estadio Palogrande, Manizales       |                                     |
|                             | Evandro Goebel 52' (pen.) · Rafael Sóbis 90+2' | [http://old.conmebol.com/conmeboltest/competiciones_evento_reporte.jsp?evento=1052&ano=2005&dv=B&flt=1&id=32&slangab=S (enlace roto disponible en Internet Archive; véase el historial, la primera versión y la última). Reporte] | Lorca 83' | Árbitro(s): Carlos López (Colombia) | Árbitro(s): Carlos López (Colombia) |

| 2 de febrero de 2005, 19:00 | Venezuela     | 1:2 (0:0) | Uruguay                 | Estadio Centenario, Armenia              |                                          |
|                             | gerardoth 59' | [http://old.conmebol.com/conmeboltest/competiciones_evento_reporte.jsp?evento=1052&ano=2005&dv=B&flt=1&id=31&slangab=S (enlace roto disponible en Internet Archive; véase el historial, la primera versión y la última). Reporte] | Albín 46' · Navarro 77' | Árbitro(s): Gabriel Brazenas (Argentina) | Árbitro(s): Gabriel Brazenas (Argentina) |

| 2 de febrero de 2005, 21:10 | Argentina | 1:1 (1:1) | Colombia             | Estadio Centenario, Armenia           |                                       |
|                             | Garay 27' | [http://old.conmebol.com/conmeboltest/competiciones_evento_reporte.jsp?evento=1052&ano=2005&dv=B&flt=1&id=30&slangab=S (enlace roto disponible en Internet Archive; véase el historial, la primera versión y la última). Reporte] | Rodallega 12' (pen.) | Árbitro(s): Ricardo Grance (Paraguay) | Árbitro(s): Ricardo Grance (Paraguay) |

| 5 de febrero de 2005, 20:00 | Chile                | 2:2 (1:1) | Uruguay                         | Estadio Centenario, Armenia      |                                  |
|                             | M. Fernández 24' 62' | [http://old.conmebol.com/conmeboltest/competiciones_evento_reporte.jsp?evento=1052&ano=2005&dv=B&flt=1&id=33&slangab=S (enlace roto disponible en Internet Archive; véase el historial, la primera versión y la última). Reporte] | Ezquerra 37' · C. Rodríguez 78' | Árbitro(s): Héber Lopes (Brasil) | Árbitro(s): Héber Lopes (Brasil) |

| 6 de febrero de 2005, 15:30 | Colombia      | 2:0 (2:0) | Venezuela | Estadio Palogrande, Manizales          |                                        |
|                             | Rodallega 35' | [http://old.conmebol.com/conmeboltest/competiciones_evento_reporte.jsp?evento=1052&ano=2005&dv=B&flt=1&id=35&slangab=S (enlace roto disponible en Internet Archive; véase el historial, la primera versión y la última). Reporte] |           | Árbitro(s): Mauricio Reinoso (Ecuador) | Árbitro(s): Mauricio Reinoso (Ecuador) |

| 6 de febrero de 2005, 17:45 | Argentina                | 2:1 (0:0) | Brasil             | Estadio Palogrande, Manizales        |                                      |
|                             | Zabaleta 66' · Messi 75' | [http://old.conmebol.com/conmeboltest/competiciones_evento_reporte.jsp?evento=1052&ano=2005&dv=B&flt=1&id=34&slangab=S (enlace roto disponible en Internet Archive; véase el historial, la primera versión y la última). Reporte] | Evandro Goebel 52' | Árbitro(s): Martín Vázquez (Uruguay) | Árbitro(s): Martín Vázquez (Uruguay) |

## Campeón
| Colombia             |
| Colombia 2.do título |

## Clasificados al Mundial Sub-20 Países Bajos 2005
| Colombia | Brasil | Argentina | Chile |
| -------- | ------ | --------- | ----- |

## Cobertura Mediática

### Televisión
En América Latina se transmitieron por DirecTV con todos los partidos en vivo y en forma exclusiva al igual que la versión local en Brasil del mismo. 
Las Cadenas de TV Abierta de Argentina, Uruguay, Paraguay y Brasil lo transmitieron en diferido, es decir con una, dos o tres horas de atraso.
En su país de origen, Colombia se transmitieron por los siguientes canales:
- TV Abierta: Caracol Televisión y RCN Televisión.
- TV por Cable:
- TV por Satélite: DirecTV
- Argentina: TyC Sports (todos los partidos) y Canal 9 (Solo partidos de la Selección Argentina Sub-20) solamente para Capital Federal y Gran Buenos Aires.
- Brasil: SporTV (todos los partidos) y Rede Globo (sólo partidos de la selección brasileña zub-20)
- Paraguay: Teledeportes Paraguay (todos los partidos) y Canal 13 (algunos partidos y todos los partidos de la Selección Paraguaya Sub-20)
- Uruguay: VTV
- Chile: Canal 13 (Chile) (algunos partidos y todos los de la Selección Chilena Sub-20)
- Ecuador: Canal Uno

## Goleadores
| Jugador            | Selección | Goles |
| ------------------ | --------- | ----- |
| Hugo Rodallega     | Colombia  | 11    |
| Lionel Messi       | Argentina | 5     |
| Matías Fernández   | Chile     | 5     |
| Nicolás Canales    | Chile     | 5     |
| Evandro Goebel     | Brasil    | 4     |
| Juan Ángel Albín   | Uruguay   | 4     |
| Cristian Rodríguez | Uruguay   | 4     |
| Paul Ramírez       | Venezuela | 4     |